# Дюррюшехвар-ханым
Дюррюшехва́р-ханы́м (тур. Dürrüşehvar Hanım), также известная как Ахретли́к-ханы́м (тур. Ahretlik Hanım; 1760/1767/1774, Стамбул — 1826/1831, там же) — дочь османского султана Абдул-Хамида I от неизвестной наложницы. Дюррюшехвар родилась, когда её отец ещё не был султаном и действовал запрет на рождение детей шехзаде, содержавшихся в кафесе. Первые годы жизни девочка провела вдали от двора, а когда её отец взошёл на трон, он не объявил её своей кровной дочерью, но забрал во дворец как приёмную дочь, даровав ей титул ханым. По воле отца она вышла замуж за Нишанджи Ахмеда Назифа-эфенди, от которого родила двоих дочерей и который был казнён в правление следующего султана.

## Имя
Турецкий историк Недждет Сакаоглу указал именем этой султанской дочери Айше́ Дюррюшшехва́р-ханы́м (тур. Ayşe Dürrüşşehvar Hanım), отметив, что на её личной печати указано имя Дюррюшшехвар. Османист Энтони Олдерсон называл её Дюррюшехва́р Ахретли́к (тур. Dürrüşehvar Ahretlik). Турецкий историк Чагатай Улучай указал её именем Айше́ Дюррюшехва́р-ханы́м (тур. Ayşe Dürrüşehvar Hanım). Османский историк Сюрея Мехмед-бей назвал её Дюрришехва́р-ханы́м (тур. Dürrişehvar Hanım).
Айше Дюррюшехвар была известна под прозвищем Ахиретли́к-ханы́м (тур. Ahiretlik Hanım) или Ахретли́к-ханы́м (тур. Ahretlik Hanım), которое исследователи связывали с её происхождением.

## Биография
Айше Дюррюшехвар родилась в Стамбуле и была дочерью османского султана Абдул-Хамида I. Недждет Сакаоглу писал, что в источниках встречается три варианта года рождения Айше Дюррюшехвар — 1760, 1767 и 1774 год; сам Сакаоглу предполагал, что верным годом является 1767 год (1181 год по хиджре), поскольку именно он был указан на личной печати Айше Дюррюшехвар. Он также отмечал, что такое разночтение в дате рождения султанши было связано с тем, что родилась она, когда Абдул-Хамид ещё был шехзаде. Улучай придерживался той же даты, что и Сакаоглу. Вместе с тем, Олдерсон указал датой рождения девочки 1774 год, а Сюрея писал лишь, что родилась она до того, как на трон взошёл её отец. О рождении Айше Дюррюшехвар официально не объявлялось, а её существовании хранилось в тайне, поскольку оно противоречило действовавшему тогда запрету на рождение детей у наследников, содержавшихся в кафесе. Описывая этот запрет, Сакаоглу и Улучай отмечали, что если наложница, приставленная к шехзаде в кафесе, беременела, ей делали аборт, либо же ребёнка душили сразу после рождения. Шехзаде Абдул-Хамиду удалось не только сохранить в тайне рождение дочери, но и вывезти её из дворца; таким образом, первые годы своей жизни девочка воспитывалась вдали от отца.
Когда в 1774 году Абдул-Хамид стал султаном, он не объявил о существовании Айше Дюррюшехвар, которой на тот момент уже было около 7-8 лет, но взял её во дворец под видом приёмной дочери (тур. ahiret kerimesi/evlatlık kız), из-за чего по закону Айше Дюррюшехвар не считалась равной своим сёстрам, не имела права называться султан, а на её личной печати не было указано имя её отца-султана. Взамен же девочке даровали титул ханым.
В 1784 году, когда Айше Дюррюшехвар-ханым должно было быть около 17 лет, она была выдана замуж за Нишанджи Ахмеда Назифа-эфенди, сына Хаджи Селима-аги, который владел библиотекой в Ускюдаре. Сакаоглу отмечал, что когда в 1789 году после смерти отца Айше Дюррюшехвар-ханым султаном стал её двоюродный брат Селим III, он казнил мужа и тестя Айше Дюррюшехвар за злоупотребление влиянием, которое было связано с чрезмерной привязанностью покойного султана к дочери. Олдерсон и Улучай не указывали даты свадьбы, однако Олдерсон писал, что тесть Дюррюшехвар не был казнён, но умер в 1789 году, а её муж был казнён 21 июня того же года, а Улучай отмечал, что Селим III казнил мужа кузины, поскольку был зол на него. После казни мужа Айше Дюррюшехвар-ханым больше замуж не выходила. Во время правления единокровного брата Айше Дюррюшехвар-ханым Махмуда II она жила в роскоши в окружении придворных в выделенном ей дворце Куручешме, куда женщина перевезла и свою мать, о которой до этого времени ничего не было известно при дворе.
Согласно Сакаоглу, Айше Дюррюшехвар-ханым скончалась в своём дворце в Стамбуле 11 мая 1831 года (12 зу-ль-када 1246 года по хиджре) в возрасте 64 лет и была похоронена в саду мавзолея Накшидиль-султан в Фатихе. Олдерсон указал иную дату смерти — май 1826 года. Улучай писал, что Айше Дюррюшехвар умерла в Куручешме в 1826 году и была похоронена в мавзолее Накшидиль-султан. Сюрея же отмечал, что она умерла в мае 1826 года и была похоронена в саду мавзолея Накшидиль-султан.

## Потомство
В браке с Нишанджи Ахмедом Назифом-эфенди Айше Дюррюшехвар родила двоих дочерей: Атиетуллах-ханым и Зейнеб-ханым. Зейнеб, согласно Недждету Сакаоглу, родилась в 1789 году, была замужем за измирским кади Исмаилом Рахми-эфенди и была известна по прозвищу матери как Ахретлик-ханым (тур. Ahretlik Hanım). Олдерсон и Сюрея привели одну и ту же версию о дочерях Дюррюшехвар: Зейнеб умерла в 1805, а Атиетуллах была замужем за Молла Мехмед-беем (умер 4 сентября 1824 года), сыном Коджа Юсуфа-паши, имела от него сына Ахмеда Мухтара-эфенди (10 июля 1807—22 декабря 1882), служившего шейх-уль-исламом, и умерла в 1848 году.